# Candy Candy/Lucy
Candy Candy/Lucy è un singolo del gruppo Rocking Horse, pubblicato nel 1980. Il disco fu un grande successo, raggiungendo la terza posizione dei singoli, forte di oltre cinquecentomila copie vendute.

## Tracce
1. Candy Candy – 3:15 (testo: Lucio Macchiarella – musica: Bruno Tibaldi, Mike Fraser)
2. Lucy – 3:42 (testo: Lucio Macchiarella – musica: Stefano Senesi)

## Descrizione
"Candy Candy" è un brano musicale scritto da Lucio Macchiarella, su musica di Mike Fraser, Bruno Tibaldi e Douglas Meakin (non accreditato), come sigla dell'anime omonimo.
Avrebbe dovuto cantare la sigla Stefano Senesi, che però non si presentò in studio il giorno della registrazione, venendo così sostituito all'ultimo momento da Douglas Meakin, già presente per registrare i cori e curare l'arrangiamento del brano.
Douglas Meakin, anche se non ufficialmente accreditato, è coautore della musica di Candy Candy. Come racconta lo stesso Bruno Tibaldi, per comporre la strofa della sigla, egli trasse ispirazione dalla parte armonica iniziale di "ABC della foresta", colonna sonora del film La grande avventura, di cui aveva adattato il testo originale in italiano sulla musica originale americana. Nasce così "Candy è poesia, Candy Candy è l'armonia...". Come racconta invece Douglas Meakin, lui e Mike Fraser completarono con la musica di "È zucchero filato, è curiosità..." e con la musica del ritornello "Candy, oh Candy, nella vita sola non sei...", proveniente da un provino per la sigla di Lassie "Lassie, oh Lassie, tu caro amico che sei...".
"Lucy" è un brano musicale scritto da Lucio Macchiarella, su musica e arrangiamento di Stefano Senesi, realizzato da Mario Vicari e cantato da Stefano ed Enrico Senesi. Fu composto come sigla per la sitcom statunitense Lucy ed io, della quale era prevista una nuova messa in onda a partire dal 1980, che però non avvenne mai.